# فريدريك ألبرت ويليام
فريدريك ألبرت ويليام (بالإنجليزية: Frederick Albert Hale)‏ هو مهندس معماري أمريكي، ولد في 25 ديسمبر 1855، وتوفي في 6 سبتمبر 1934.